# جنبش شهرک (اسرائیل)
جنبش شهرک (به عبری: תנועת התיישבות) اصطلاحی است که در اسرائیل برای توصیف سازمان‌های چتر ملی برای کیبوتص، موشاو، موشاو شیتوفی و شهرک‌های محلی استفاده می‌شود. این اصطلاح شهرک سازی اسرائیل که با شهرک سازی خارج از خط سبز اشاره می‌کند، بسیار متفاوت است.گسترش شهرک‌سازی در اسرائیل در طی دهه ۲۰۱۰ اوج گرفت و کیبوتص‌های کوچک با افزایش جمعیت و مساحت به شهرک و شهر تبدیل شدند. تاکنون گردان های القسام(شاخه نظامی حماس) و جنبش فتح که کنترل کرانه باختری را در اختیار دارد، با استفاده از سلاح های جنگی مانند خمپاره، راکت و موشک های نسل جدید، کیبوتص ها و شهرک های مختلفی را به صورت پراکنده در اسرائیل هدف قرار داده‌اند که بیشتر این حملات با پاسخ های تلافی جویانه ارتش اسرائیل به خصوص نیروی هوایی آنها به فلسطین مواجه شده‌اند. اسرائیل حدوداً ۹ میلیون نفر جمعیت در سال ۲۰۲۴ میلادی داشته است که بسیاری از این سیل جمعیتی در شهرهای اسرائیل زندگی می کنند. تل آویو، حیفا و اورشلیم عمده جمعیت سرزمین های فلسطین و اسرائیل را شامل شده است.